# Anabasis salsa
Anabasis salsa är en amarantväxtart som först beskrevs av Carl Anton von Meyer, och fick sitt nu gällande namn av George Bentham och Georg Ludwig August Volkens. Anabasis salsa ingår i släktet Anabasis och familjen amarantväxter. Inga underarter finns listade i Catalogue of Life.